# Maped Helix
Pour les articles homonymes, voir Helix.
Maped Helix ou simplement Helix, aussi connue sous le nom d'Oxford Helix, est une entreprise de papeterie britannique dont le siège est situé à Kingswinford, dans le Midlands de l'Ouest. C'est depuis 2012 une filiale de la société française Maped.

## Histoire
Helix est fondée en 1887 sous le nom de la The Universal Woodworking Company Ltd. L'entreprise fabriquait au début des règles en bois et du matériel de laboratoire. En 1894, Helix brevète son modèle de compas, puis lance sa marque Helix à la suite de la popularité de ses règles et de ses compas. Elle lance son premier ensemble de géométrie en 1912, et sa marque Helix Oxford en 1935. En 1955, l'entreprise devient la Helix Universal Company et déplace son siège social à Lye (en). La compagnie devient Helix International Ltd dans les années 1960.
En 2004, l'usine de Lye arrête ses activités. Elle employait à son apogée 700 employés, mais a été rapidement démolie. Le 23 janvier 2012, Helix contacte ses partenaires en vue d'une possible vente de l'entreprise. Le 8 février, la société annonce que ses partenaires de Grant Thornton UK LLP sont entrés en négotiation pour l'achat de l'entreprise. Une semaine plus tard, Helix est acheté par la société française Maped. À la suite de son achat, l'entreprise change de nom de nouveau, devenant Helix Trading Ltd, puis déplace son siège social dans la ville voisine de Kingswinford, où elle possède un showroom. Le dernier président de l'entreprise, Adrian Ellis, a notamment annoncé que l'achat par Maped leur a vraiment aidé, puisque leur situation financière était précaire à cette époque. Son chiffre d'affaires en 2014 était de £8 500 000. L'achat de Helix était aussi stratégique pour Maped, puisque toutes deux entreprises se spécialisaient dans les compas, et Helix était un compétiteur important de l'entreprise française.
En 2018, la compagnie collabore avec Poundland pour lancer des étagères de papeterie à guichet unique dans 620 de leurs magasins. En janvier 2021, Maped Helix lance Blazer Buddy, une nouvelle gamme d'ensembles de géométrie. L'entreprise possède actuellement des divisions aux États-Unis et à Hong Kong.

## Produits
- Bouteilles d'eau (en)
- Boîtes à lunch (en)
- Ciseaux
- Taille-crayons
- Stylo-feutres
- Crayons
- Crayons de couleur
- Gommes à effacer
- Ensembles de géométrie :
  - Règles
  - Compas
  - Équerres
  - Rapporteurs d'angle
- Papier colorié[Note 1]